# Barkeria uniflora
Barkeria uniflora es una especie de orquídea epífita originaria y endémica de México.

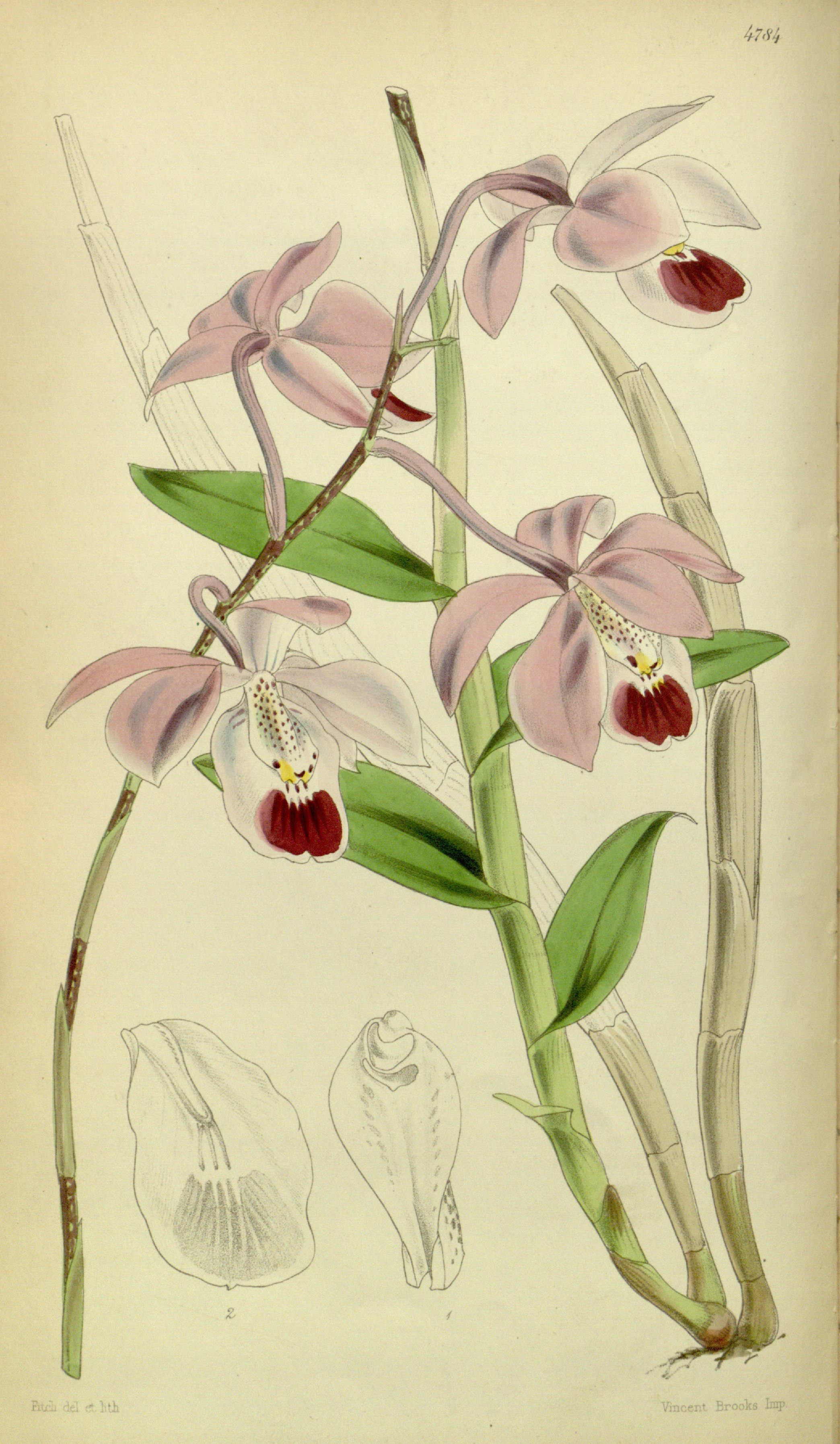
Ilustración

## Distribución y hábitat
Se distribuye por Nayarit, Jalisco, Michoacán, México, Guerrero y Oaxaca, a una altitud de 670 a 1.300 metros donde se encuentra en los árboles y arbustos a lo largo de lechos secos.  

## Descripción
Es una orquídea de pequeño tamaño, que prefiere el clima cálido, con hábito  creciente epífita con 4-9 pseudobulbos muy delgados, 4-9 que llevan 2-7 hojas dísticas, muy carnosas, lineares a lanceoladas, acuminadas a subagudas, de color verde oliva. Florece en una inflorescencia apical, racemosa a paniculada, con algunas flores cada una, 2-3 ramificado, de 5 a 50 cm  de largo, con 1-3 flores envueltas con brácteas ovales, obtusas a agudas, cóncavas, marrón, brácteas florales escariosas que se produce en el otoño y el invierno en los cultivos y en la primavera en la naturaleza. Esta es la especie tipo del género.

## Taxonomía
Barkeria uniflora fue descrita por (Lex.) Dressler & Halb. y publicado en Orquídea (Mexico City), n.s., 6: 248. 1977.
Etimología
Ver: Barkeria
uniflora: epíteto latino que significa "con una flor".
Sinónimos
- Barkeria elegans Knowles & Westc.
- Epidendrum elegans (Knowles & Westc.) Rchb.f.
- Pachyphyllum uniflorum Lex.[4][5]